# Karl Wenzel (Fußballspieler)
Karl Georg Wenzel (* 14. August 1914 in Kerkrade; † 20. Juni 1985) war ein deutscher Fußballspieler, der für die SV Polizei Lübeck, den VfB Lübeck und den Lübecker BV-Phönix unter anderem in der Gauliga Nordmark und der erstklassigen Fußball-Oberliga Nord zum Einsatz kam.

## Leben
Der in der Nähe von Aachen aufgewachsene Wenzel kam 1936 aufgrund seines Wehrdienstes in die Freie und Hansestadt Lübeck und schloss sich der dortigen SV Polizei an. Bereits nach wenigen Monaten kam er in einem Freundschaftsspiel erstmals für die Lübecker zum Einsatz und sollte sich in den kommenden Jahren zu einem treffsicheren Mittelstürmer entwickeln: Die Gauliga-Spielzeiten 1938/39, 1939/40 und 1941/42 schloss er als Haupttorschütze seiner Mannschaft ab und wurde aufgrund seiner Leistungen auch in die Nordmark-Auswahl berufen. So unter anderem am 6. Oktober 1940 in Danzig im Vorrundenspiel um den Reichsbundpokal gegen Danzig/Westpreußen, als er beim 3:1-Erfolg der Nordmark-Auswahl auch an der Seite der Angriffskollegen Esegel Melkonian, Heinz Mühle und Herbert Wojtkowiak einen Treffer erzielte. Im Zweiten Weltkrieg wurde er an verschiedene Orte versetzt und lief zeitweise auch als Gastspieler für Rapid Wien auf, kehrte jedoch unmittelbar nach Kriegsende nach Norddeutschland zurück.
1945 war er an der Gründung des VfB Lübeck beteiligt, der als Nachfolger des BSV Vorwärts Lübeck und der SV Polizei Lübeck entstand. Bei den Lübeckern, die sich 1947 für die neue Oberliga Nord qualifizieren konnten, war er auch nach dem Krieg der erfolgreichste Torschütze. Der mittlerweile zum Mannschaftskapitän aufgestiegene Stürmer erzielte in den drei Erstliga-Spielzeiten 33 Tore und wechselte nach dem Abstieg im Jahr 1950 zum Lokalrivalen Phönix Lübeck. Für den LBV absolvierte er drei Spielzeiten in der zweitklassigen Amateurliga Schleswig-Holstein und beendete seine Spielerkarriere am 17. Juni 1953 auf der Lohmühle mit einem 3:2-Sieg gegen den VfB.
Nach seiner Zeit als aktiver Fußballer war Wenzel bei verschiedenen Vereinen aus dem Lübecker Raum auch als Trainer tätig. Der Vater der späteren Bundesliga-Spieler Horst Wenzel und Rüdiger Wenzel verstarb am 20. Juni 1985 im Alter von 71 Jahren.